# 北班戈 (紐約州)
北班戈（英語：North Bangor）是位於美國紐約州富蘭克林縣的非建制地區。

## 歷史
北班戈的郵局自1848年營運至今。

## 地理
北班戈所處的海拔為高於海平面203米（即666英呎），而該地所採用的時區為UTC-5，即北美东部时区（EST）。同時該地設有夏令時間，為UTC-5調快一小時，即UTC-4（EDT）。